# Dyslokacja (krystalografia)

Dyslokacja krawędziowa (linia niebieska to linia dyslokacji, a linia czarna to wektor Burgersa)

Dyslokacja śrubowa

Dyslokacja – liniowy defekt sieci krystalicznej, zakłócający regularną kolejność płaszczyzn sieciowych. Dyslokacje występują prawie we wszystkich kryształach, a ich zdolność do przemieszczania się odpowiada za właściwości plastyczne materiałów krystalicznych, znacznie niższą wytrzymałość materiałów na ścinanie niż na ściskanie.
Pod względem geometrycznym wyróżnia się proste typy dyslokacji:
- dyslokacja krawędziowa – defekt polegający na wystąpieniu półpłaszczyzny krystalicznej między płaszczyznami sieci krystalicznej o prawidłowej budowie
- dyslokacja śrubowa – defekt objawiający się przemieszczeniem części kryształu o sieci prawidłowej, w wyniku czego powstaje krawędź będąca osią (linią) dyslokacji śrubowej
- dyslokacja mieszana – suma (jednoczesne występowanie) dyslokacji krawędziowej i śrubowej.

Dyslokacje opisuje się za pomocą linii dyslokacji, wektora Burgersa i wektora stycznych do linii dyslokacji.